# Neoerysiphe geranii
Neoerysiphe geranii är en svampart som först beskrevs av Y. Nomura, och fick sitt nu gällande namn av U. Braun 1999. Neoerysiphe geranii ingår i släktet Neoerysiphe och familjen Erysiphaceae.   Inga underarter finns listade i Catalogue of Life.